# Marie-Laure Stengers
Pour les articles homonymes, voir Stengers.
Marie-Laure Stengers, née le 19 janvier 1951 à Uccle, fille de l'historien Jean Stengers et d'Adrienne Limet, est une femme politique belge francophone, membre du PRL (Parti Réformateur Libéral), devenu MR (Mouvement Réformateur).
Docteur en Droit de l'Université Libre de Bruxelles (ULB), elle y fut assistante, puis avocate au Barreau de Bruxelles avant de collaborer au Centre Paul Hymans où elle publia "Le libéralisme de Jean Rey" (1985). Elle entame ensuite une carrière politique. 

## Carrière politique
- Échevine de l'Instruction publique de la commune d'Ixelles.
- Députée au Parlement de la Région de Bruxelles-Capitale 
  - du 18 juin 1989 au 16 décembre 1991.
  - du 21 mai 1995 au 13 juin 1999.
- Députée au Parlement fédéral belge du 24 novembre 1991 au 12 avril 1995.